# Kankakee
Kankakee és una població dels Estats Units a l'estat d'Illinois. Segons el cens del tenia 27.491 habitants.

## Demografia
Segons el cens del 2000, Kankakee tenia 27.491 habitants, 10.020 habitatges, i 6.272 famílies. La densitat de població era de 865,1 habitants/km².
Dels 10.020 habitatges en un 34,4% hi vivien nens de menys de 18 anys, en un 36,4% hi vivien parelles casades, en un 0% dones solteres, i en un 37,4% no eren unitats familiars. En el 31,5% dels habitatges hi vivien persones soles el 13,9% de les quals corresponia a persones de 65 anys o més que vivien soles. El nombre mitjà de persones vivint en cada habitatge era de 2,6 i el nombre mitjà de persones que vivien en cada família era de 3,28.
Per edats la població es repartia de la següent manera: un 29,5% tenia menys de 18 anys, un 9,7% entre 18 i 24, un 28,7% entre 25 i 44, un 18,7% de 45 a 60 i un 13,4% 65 anys o més.
L'edat mediana era de 32 anys. Per cada 100 dones de 18 o més anys hi havia 86,2 homes.
La renda mediana per habitatge era de 30.469 $ i la renda mediana per família de 36.428 $. Els homes tenien una renda mediana de 30.894 $ mentre que les dones 22.928 $. La renda per capita de la població era de 15.479 $. Aproximadament el 18,1% de les famílies i el 21,4% de la població estaven per davall del llindar de pobresa.

## Fills il·lustres
- Fred MacMurray (1908 - 1991) actor

## Poblacions més properes
El següent diagrama mostra les poblacions més properes.